# АО-65
AO-65 — опытный советский автомат под опытный патрон 5,6 мм, разработанный Петром Ткачёвым. Автоматика со смещением импульса отдачи.

## Комментарии
1. ↑  Не следует путать с охотничьим патроном 5,6 × 39 мм